# Patricia Field
Patricia Field (ur. 12 lutego 1941 w Nowym Jorku) – amerykańska kostiumolog, stylistka i projektantka mody. W 2007 roku nominowana do Oscara, BAFTY i Costume Designers Guild Award za kostiumy do filmu Diabeł ubiera się u Prady. Także laureatka nagrody Emmy.

## Życiorys
Urodzona w Nowym Jorku, dorastała w Astorii, osiedlu w dzielnicy Queens. Posiada korzenie greckie i armeńskie, jej rodzice są imigrantami z greckiej wyspy Chios.
Patricia ukończyła studia na New York Uniwersity. Po zdobyciu dyplomu w 1966 roku otworzyła własny butik Pants Pub w dzielnicy Greenwich Village. W 1971 przeniesiono jego siedzibę do większego lokalu na ulicę East 8th Street i zmieniono nazwę na imię i nazwisko założycielki. W butiku Patricia Field jednymi z najczęstszych klientów były osoby ze społeczności LGBTQ+, a wśród popularnych produktów były modne ubrania i dodatki oraz peruki. Do klientów Field należeli m.in.: Britney Spears, Ronnie Spector, Paris Hilton, Lenny Kravitz i Sarah Jessica Parker.
Jest zdeklarowaną lesbijką.

## Filmografia
Zajmowała się kostiumami do produkcji filmowych i serialowych, takich jak:
- 2020-2021: Emily w Paryżu (Emily in Paris)
- 2010: Seks w wielkim mieście 2 (Sex and the City 2)
- 2009: Wyznania zakupoholiczki (Confessions of a Shopaholic)
- 2008: Seks w wielkim mieście (Sex and the City)
- 2008: Kaszmirowa mafia (Cashmere Mafia)
- 2007: Suburban Girl
- 2006: Diabeł ubiera się u Prady (The Devil Wears Prada)
- 2006–2009: Brzydula Betty (Ugly Betty)
- 1999: Blues wielkiego miasta (Big City Blues)
- 1998–2004: Seks w wielkim mieście (Sex and the City)
- 1996: Belfer (The Substitute)
- 1996–2002: Spin City
- 1993: Tylko dla najlepszych (Only The Strong)
- 1991: Miasto zła (Empire City)
- 1989: Wydarzyło się w Los Angeles (L.A. Takedown)
- 1986–1988: Crime Story